# Универзитет Рокфелер
Универзитет Рокфелер (енгл. The Rockefeller University) је приватни биомедицински универзитет у Њујорку. Усредсређује се првенствено на биолошке и медицинске науке и пружа докторско и постдокторско образовање. Рокфелер је најстарији биомедицински истраживачки институт у САД.